# 珪灰石
珪灰石（けいかいせき、wollastonite、ウラストナイト）は、鉱物（ケイ酸塩鉱物）の一種。輝石に似た構造の準輝石類。
化学組成はCaSiO3で、Caを置換してFe2+が入ることがある。普通は三斜晶系であるが、単斜晶系のパラ珪灰石（parawollastonite）もあり、両者の区別は難しい。

## 産出地
スカルン帯にもっともふつうに産する鉱物で、アメリカ、カナダ、メキシコ、ノルウェー、フィンランド、イタリアなどが主な産地。日本では、岐阜県春日鉱山が産業用に多量に産出したことで有名。

## 性質・特徴
石灰岩に花崗岩などのマグマが貫入してきた際、その接触部付近にできるスカルン鉱物。方解石（CaCO3）中のカルシウムとマグマ中のケイ酸が反応してできる。
共生する方解石（石灰岩・結晶質石灰岩）や石英（チャート・珪岩）と似ているが、硬度で区別できる（方解石は3、石英は7）。

## 珪灰石グループ
- バリードーソン石（Barrydawsonite-(Y)）Na1.5Y0.5CaSi3O8(OH)
- バスタム石（bustamite） CaMn2+(Si2O6)
- Cascandite　CaScSi3O8(OH)
- ダリネゴルスク石（Dalnegorskite）Ca5Mn(Si3O9)2
- 鉄バスタム石（ferrobustamite） CaFe2+Si2O6
- Mendigite Mn2Mn2MnCa(Si3O9)2
- 村上石（Murakamiite） LiCa2Si3O8(OH)
- ソーダ珪灰石（pectolite） NaCa2Si3O8(OH)
- スキゾ石（Schizolite）NaCaMnSi3O8(OH)
- セラン石（sérandite） Na(Mn2+,Ca)2(HSi3O9)
- 田野畑石（tanohataite） LiMn2Si3O8(OH)
- ヴィステフ石（Vistepite）SnMn4B2Si4O16(OH)2
- 珪灰石（wollastonite） CaSiO3